# Edwardsiana candidula
Edwardsiana candidula är en insektsart som först beskrevs av Carl Ludwig Kirschbaum 1868.  Edwardsiana candidula ingår i släktet Edwardsiana och familjen dvärgstritar. Enligt den finländska rödlistan är arten nära hotad i Finland. Arten är reproducerande i Sverige. Artens livsmiljö är parker, gårdsplaner och trädgårdar. Inga underarter finns listade i Catalogue of Life.